# SONCAS
SONCAS е френски акроним, който съдържа в името си шест думи – Sécurité – Orgueil – Nouveauté – Confort – Argent – Sympathie.
Това е френска система (принцип), която е създадена с цел да узнае какво мотивира човек да закупи конкретен продукт. След изследването на френско проучване е установено, че мотивацията на хората е задвижвана от един от тези шест лоста Sécurité – Orgueil – Nouveauté – Confort – Argent – Sympathie  които могат да бъдат преведени като Сигурност – Гордост – Новост / Технология – Комфорт – Пари – Съчувствие.
SONCAS също се свързва с Енеаграмата на личността и йерархията на потребностите на Маслоу. 